# Trutnowo (Bartoszyce)
Pour les articles homonymes, voir Trutnowo.
Trutnowo est un village polonais de la voïvodie de Varmie-Mazurie, dans le powiat de Bartoszyce.